# Gogo a Figi
Gogo a Figi je český animovaný televizní seriál z roku 2007 vysílaný v rámci Večerníčku. Námět zpracoval Jaromír Gal, který současně zpracoval i scénář společně s Jaroslavou Havettovou. Ta měla na starosti i režii. Výtvarné zpracování obstarala Bára Dlouhá. Seriál je bez textu. Hudbu zkomponoval Zdeněk Zdeněk. Bylo natočeno 13 epizod, každá epizoda trvala cca 8 minut.

## Synopse
Příběhy o nerozlučné dvojici ptačích přátel…

## Seznam dílů
1. Ve fujavici
2. Na třešních
3. Zatoulaný ptáček
4. V parném létě
5. Na sněhu
6. Nečekaná návštěva
7. Drzá veverka
8. U vody
9. Myšátko a koťátko
10. V nesnázích
11. Záchranáři
12. Se nevzdávají
13. To dokázali

## Další tvůrci
- Spolupráce: Alena Benešová, Radka Švrčková, Patricie Jarešová, Jana Boháčková, Radka Janoušková
- Počítačové zpracování: Lenka Boháčková, Jiří Pešek
- Animace: Kateřina Pávová, Nataša Boháčková, Jaroslava Havettová, Petr Friedl, Ondřej Mohyla, Libor Páv

## Ocenění
Seriál obdržel čestné uznání FITES na přehlídce Trilobit Beroun 2008 za přínos dětské animované tvorbě.